# Сехет
Сехет — давньоєгипетський фараон з II династії.